# 南門市場 (臺南市)

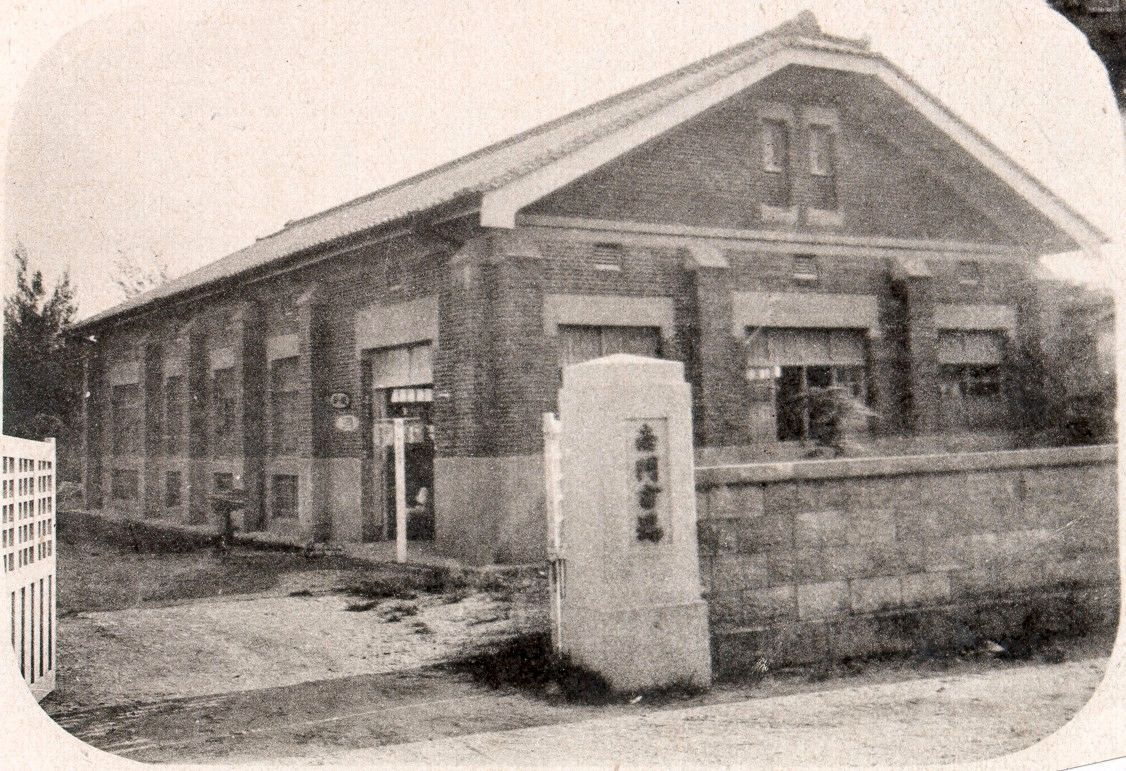
臺南市南門市場

南門市場，為臺灣日治時期位於臺南市南門町的消費市場，建於1929年，今已不復存。南門市場在戰後仍作為市場使用，台南市政府於1990年將其標售，原址為2003年落成的住宅大樓（原臺南愛國婦人會館西側）。

## 介紹
台南市南門町與綠町為台南市區南側日本人居住比例較高的地區，且有南門尋常小學校、台南法院、台灣銀行等設施與相關宿舍。當時日本人在此地區快速增加，台南市役所於是在1928年計畫在南門尋常小學校東側設立南門市場，約建於1929年，為一棟磚造建築，地址為南門町一丁目90-1、89番地，以服務日本人為主，在1929年9月21日開始營業。原設計圖為東西向配置，後來將方向改為南北向。

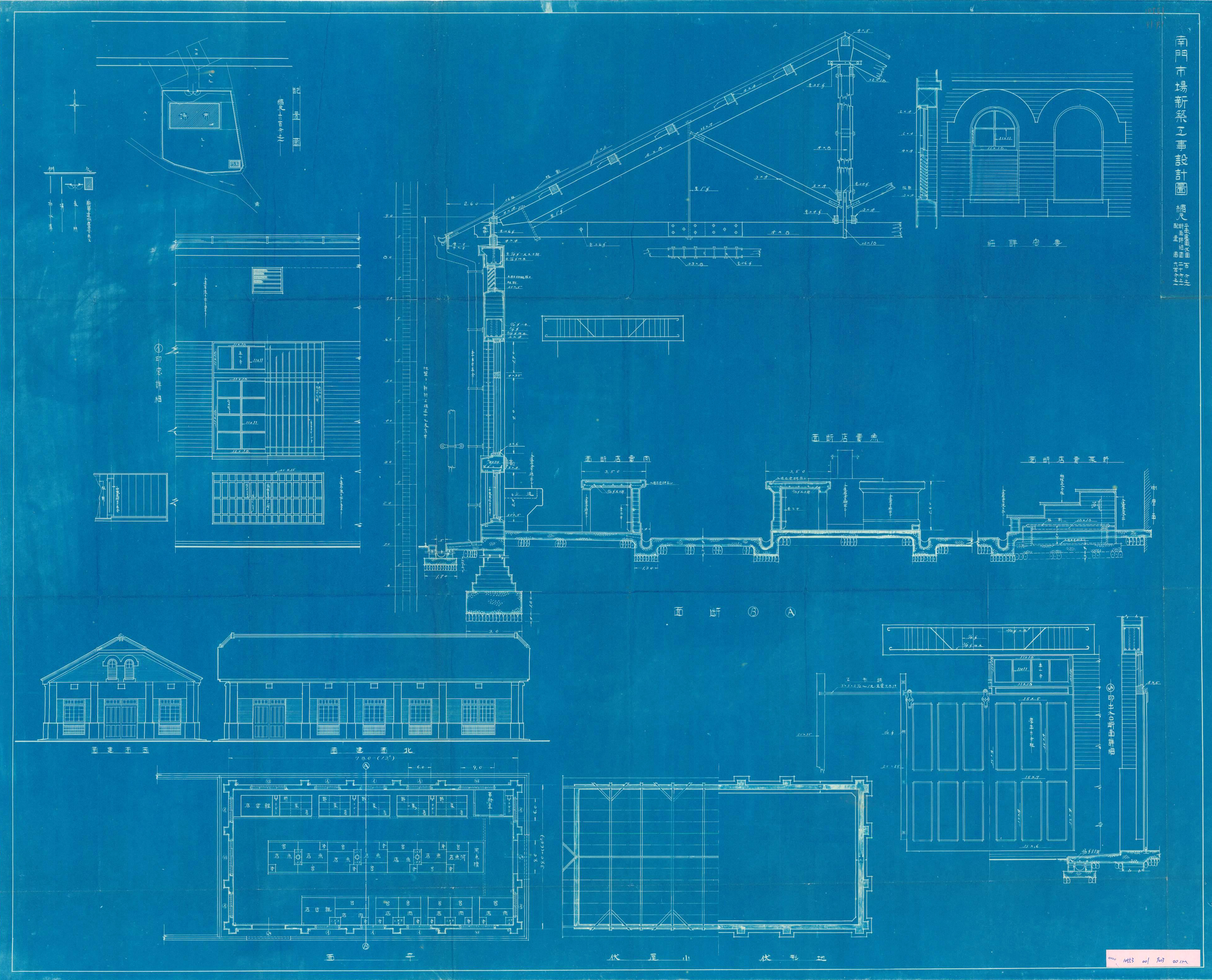
台南南門市場設計圖

南門市場在戰後仍作市場使用，但由於市場管理不當，市場外圍的攤販導致市場內的生意不佳而逐漸荒廢。1979年，台南市政府將南門市場的市場用地改為住宅區，並於1990年將其標售，2003年新住宅大樓落成。